# Decumano maggiore
- Gli scavi archeologici di piazza Bellini, il salotto culturale del centro antico ubicato all'inizio del decumano;
- Il porticato di palazzo Filippo di Valois o palazzo Filippo d'Angiò lungo via dei Tribunali;
- Piazza San Gaetano, luogo in cui sorgeva in epoca greca l'antica agorà, al termine di via San Gregorio Armeno;
- Il Castel Capuano, che si erge al termine della strada.

Il decumano maggiore è un'arteria viaria del centro antico di Napoli e, insieme al decumano inferiore e al decumano superiore, una delle tre strade principali dell'antico impianto urbano greco.
La strada, urbanisticamente la più importante delle tre, costituisce il cuore dei decumani di Napoli.

## Storia
Oggi il decumano maggiore è una delle strade più importanti del centro storico di Napoli (dichiarato nel 1995 patrimonio dell'umanità) e corrisponde all'odierna via dei Tribunali seguendo ancora interamente l'antico asse viario greco.
Proprio perché si tratta di una struttura stradale originaria dell'antica Grecia, sarebbe più opportuno parlare di plateia e non di "decumano", denominazione di epoca romana che per convenzione ha sostituito l'originaria.
Il decumano maggiore inizia grosso modo da port'Alba e piazza Bellini (dove sono presenti le prime mura greche del centro storico di Napoli) continuando per via San Pietro a Majella e per via dei Tribunali, la quale incrocia con via Duomo per poi terminare al Castel Capuano. Quest'ultimo è il motivo per il quale la strada è stata chiamata sin dal Cinquecento strada dei Tribunali. Infatti, il castel Capuano, sin dagli inizi del XVI secolo, per volontà di Don Pedro di Toledo, assunse il ruolo di tribunale della città. In posizione centrale di via dei Tribunali si può incontrare piazza San Gaetano, la quale sorge sull'area in cui insisteva in epoca greca l'agorà della città, divenuta poi in epoca romana foro. Sempre sulla piazza, a testimonianza di ciò, ci sono gli ingressi per il sottosuolo di Napoli e per gli scavi di San Lorenzo, i quali offrono importanti resti della Neapolis greca.
Il percorso fu duramente deturpato all'altezza di piazza Miraglia con la costruzione del vecchio Policlinico alla fine del XIX secolo, distruggendo un'enorme quantità di edifici storici, per lo più chiostri, arrecando danni al patrimonio artistico-architettonico che caratterizzava la via.

## Tracciato
Il decumano si suddivide in due spezzoni:
- Un breve tratto è occupato da via San Pietro a Majella, che parte da port'Alba;
- Gran parte del tracciato, che termina a Forcella, dinanzi al castel Capuano, superato l'incrocio con via Duomo, è costituito invece da via dei Tribunali. Le piazze attraversate dalla via sono: piazzetta Miraglia, piazza San Gaetano, da cui si accede verso sud a via San Gregorio Armeno, cardine (o stenopos) che unisce il decumano maggiore al decumano inferiore, il largo dei Girolamini e piazza Riario Sforza.

Su via dei Tribunali si affacciano numerosi edifici di culto di significativa importanza. Tra i principali vi sono la Basilica di San Paolo Maggiore, quella di San Lorenzo Maggiore e la chiesa dei Girolamini.
Andando da ovest verso est, la prima chiesa che si incontra è la basilica di San Paolo Maggiore, che insiste sul luogo dove c'era anticamente il tempio dei Dioscuri. Edificata alla fine del VII secolo, proprio nella zona dove sorgeva l'agorà greca, la basilica è a tre navate e ospita opere di Stanzione, Vaccaro e Solimena.
Di fronte alla basilica di San Paolo Maggiore giace la Basilica di San Lorenzo Maggiore, una delle più antiche chiese napoletane (è stata infatti eretta nel XII secolo). La chiesa, definita «grazioso e bel tempio» da Boccaccio, presenta nell'architettura dell'abside un unicum in Italia, essendo progettata in chiaro stile gotico francese.
Più avanti vi è invece la chiesa dei Girolamini che per motivi storici, artistici e culturali, tra i più importanti luoghi di culto della città. Il complesso arriva fino a fronteggiare il duomo di Napoli e custodisce la più antica biblioteca della città (seconda in Italia) ed una importante quadreria che espone dipinti di giovani artisti del Seicento napoletano.

### Edifici
Tra gli edifici principali che si trovano lungo il decumano, si possono citare (da ovest verso est):
- Chiesa di Santa Maria della Mercede e Sant'Alfonso Maria de' Liguori;
- Complesso di Sant'Antonio delle Monache a Port'Alba;
- Conservatorio di San Pietro a Majella;
- Chiesa di San Pietro a Majella;
- Chiesa della Croce di Lucca;
- Cappella dei Pontano;
- Chiesa di Santa Maria Maggiore alla Pietrasanta;
- Palazzo Spinelli di Laurino;
- Palazzo D'Avalos;
- Chiesa dell'Arciconfraternita di Santa Maria della Sanità;
- Palazzo Filippo d'Angiò;
- Chiesa di Santa Maria delle Anime del Purgatorio ad Arco;
- Basilica di San Paolo Maggiore;
- Basilica di San Lorenzo Maggiore;
- Palazzo Pignone;
- Palazzo Manso;
- Chiesa dei Girolamini;
- Chiesa di Santa Maria della Colonna;
- Duomo di Napoli;
- Palazzo Capece Minutolo;
- Pio Monte della Misericordia;
- Palazzo Arcella;
- Palazzo Caracciolo d'Arena;
- Palazzo Tomacelli-Carafa;
- Palazzo Carafa di Chiusano;
- Chiesa di Santa Maria della Pace;
- Chiesa di Santa Maria del Rifugio;
- Chiesa di San Tommaso a Capuana;
- Palazzo De Campora;
- Palazzo Ricca e Cappella del Monte dei Poveri;
- Castel Capuano.

### Monumenti
- Monumento a San Gaetano;
- Obelisco di San Gennaro.